# アンヘル・アルゴビア
アンヘル・アルゴビア・エステベス（Ángel Algobia Esteves、1999年6月23日 - ）は、スペイン・マドリード州ベリージャ・デ・サン・アントニオ出身のサッカー選手。レバンテUD所属。ポジションはMF。

## クラブ経歴
マドリード州のベリージャ・デ・サン・アントニオに生まれ、1シーズンを除いてラージョ・バジェカーノのカンテラで育成された。2018-19シーズンからラージョ・バジェカーノのBチームでプレーしてが、トップチームデビュー前にヘタフェCFのBチームへと移籍した。
2022-23シーズン開幕前にヘタフェのトップチーム昇格が決定すると、2022年9月11日、プリメーラ・ディビシオンのレアル・ソシエダ戦にて先発出場したことでラ・リーガデビューとプロデビューを果たした。